# Métamorphoses (album)
A Métamorphoses Jean-Michel Jarre 2000-ben megjelent, nagylemeze. Ez Jarre első albuma, amelyen majdnem minden számban van ének.

## Számlista
1. Je me souviens – 4:25
2. C'est la vie – 7:11
3. Rendez-vous à Paris – 4:19
4. Hey Gagarin – 6:20
5. Millions of Stars – 5:41
6. Tout est bleu – 6:01
7. Love Love Love – 4:26
8. Bells – 3:49
9. Miss Moon – 6:08
10. Give Me a Sign – 3:49
11. Gloria, Lonely Boy – 5:31
12. Silhouette – 2:29

## Közreműködők
- Jean-Michel Jarre – vokál, billentyűs hangszerek, szintetizátor
- Joachim Garraud – dobgép programozása, hangtervezés, további billentyűs hangszerek
- Laurie Anderson – vokál a Je me souviens számban
- Natacha Atlas – vokál a C'est la vie számban
- Sharon Corr – vokál a Rendez-vous à Paris számban
- Veronique Bossa – vokál a Give Me a Sign és a Millions of Stars számban
- Dierdre Dubois – vokál a Miss Moon számban
- Lisa Jacobs – vokál a Millions of Stars számban
- Ozlem Cetin – vokál a Silhouette számban
- Christopher Papendieck – további billentyűs hangszerek
- Francis Rimbert – további billentyűs hangszerek

## Külső hivatkozások
- Metamorphoses at Jarre UK